# Autoestrada A8
La A8 o Autopista del Oeste es una autopista portuguesa que atraviesa Estremadura conectando la región del Área Metropolitana de Lisboa con las regiones del Oeste y la Región de Leiria en el centro de Portugal, con una longitud total de 135,8 km.
Discurren en orientación sur-norte y forma parte de la segunda conexión de autopista entre Lisboa y Oporto. Sin embargo, mientras que la A1 sigue un recorrido por el interior, primero a lo largo del río Tajo y luego al este de las Serras de Aire y Candeeiros, la A8 se desarrolla por la región oeste, atravesando varias ciudades y pueblos en una zona de gran desarrollo y sirviendo de eje estructural y conexión con las capitales de distrito.
El A8 se construyó en varias fases; algunas secciones de esta autopista se construyeron como parte de la IC1, una autopista similar a una autopista, y fueron renombradas como A8 a finales de la década de 1990. En 1984 se inauguró el primer tramo de la Autopista del Oeste, entre Olival Basto y Frielas, y el trazado original de la EN8 fue desclasificado a favor de éste. En 1991, ya con una numeración separada (A8), la autopista se amplió hasta Venda do Pinheiro/Malveira y en 1996 llegó a Torres Vedras. Sin embargo, en 1993 se inauguró una circunvalación a Bombarral, integrada en la IC1, evitando el paso de este pueblo. En 1995 se inauguraron los tramos Torres Vedras (sur)-Torres Vedras (norte) y Bombarral (norte)- Caldas da Rainha-Tornada, que también asumieron la clasificación del Itinerario Complementario en el que se inserta la mayor parte de la A8, el IC1. En 1997 la variante de Torres Vedras pasó a llamarse A8 y con la finalización del tramo entre Torres Vedras y Bombarral, se asumió esta denominación para todo el trazado construido hasta entonces. La autopista llegó a Leiria en 2002 y el último tramo (la conexión con la A1) se inauguró en 2011.
Esta autopista está actualmente concesionada a dos empresas: la gran mayoría de la A8 (132 km), entre Lisboa y Leiria (IC2), está concesionada a la empresa Auto-estradas do Atlântico. El último tramo de 6 km, entre Leiria (IC2) y Leiria (A1), está concesionado a la empresa Auto-estradas do Litoral Oeste. La mayor parte de la A8 es de peaje, pero hay dos tramos no gravados: entre Lisboa y Loures (7 km) y entre Bombarral y Caldas da Rainha (zona industrial) (21 km). En los tramos Torres Vedras Sul–Torres Vedras Norte (6 km) y Caldas da Rainha (zona industrial)–Tornada (4 km), el tráfico local no paga peajes (el tráfico local se refiere a los vehículos que solo utilizan estos tramos). En los tramos concesionados a Auto-estradas do Atlântico, los peajes son físicos, mientras que en el tramo concesionado a Auto-estradas do Litoral Oeste, los peajes son electrónicos. Un viaje entre Lisboa y Leiria cuesta 8,65 € para un vehículo de Clase 1.